# Bernardino Fungai

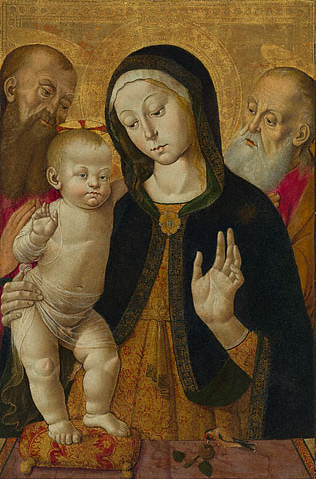
Virgen con Niño y dos santos eremitas, de Bernardino Fungai (1480)

Bernardino Fungai (Siena, 1460  - Siena 1516) fue un pintor renacentista italiano relacionado con la escuela sienesa que él prolongó con un acusado arcaísmo.

## Biografía
Bernardino Fungai probablemente estudió en los talleres de los maestros de la ciudad de Siena porque se tienen noticias de haber sido aprendiz de Benvenuto di Giovanni, pintor de la ciudad en 1482, trabajando con él en los frescos monocromos del tambor de la cúpula de la Catedral de Siena. Además, una de sus primeras obras, firmada y fechada en 1512, se encuentra en el retablo de una iglesia de la ciudad.
También pintó escenas narrativas sobre cassones (cofres de boda decorados) y se especializó en pintura al oro (como en el panel del cassone con La magnanimidad de Escipión el Africano). 
En 1494, se le encargó decorar estandartes ceremoniales en azur y oro y cinco años más tarde pintó el órgano de la catedral.
Colaboró en varias obras con Francesco di Giorgio Martini (como en el retablo de Tancredi). 
Sus obras revelan influencias de los maestros sieneses como Giovanni di Paolo, pero también de artistas no sieneses como Pietro Perugino, Luca Signorelli o Bernardino Pinturicchio. 

## Obras
- Virgen con Niño, Museo de Bellas Artes de Chambéry.
- Virgen con Niño y dos santos (1480), Getty Center y otra con pequeñas variaciones en el Victoria and Albert Museum.
- El sacrificio de Isaac.
- San Clemente golpeando la roca bajo el Cordero Divino.
- Historias de la vida de Escipión el Africano, dispersas en varias colecciones, como el Museo del Hermitage de San Petersburgo (La magnanimidad de Escipión el Africano).
- Retablo del Santuario de Santa Catalina de Siena, Siena.